# 3α-マンノビオース
3α-マンノビオース(3α-Mannobiose)は、二糖である。2分子のマンノースが縮合反応により、α(1→3)グリコシド結合を形成することで形成される。